# Gary Jennings
Gary Jennings (Buena Vista, 20 settembre 1928 – Pompton Lakes, 13 febbraio 1999) è stato uno scrittore e giornalista statunitense.

## Biografia
Visse per lungo tempo in Messico, dove studiò e svolse numerose e accurate ricerche sulla civiltà azteca. A diretto contatto con le antiche tribù locali, ne condivise i riti e le usanze. Grazie al suo lavoro di giornalista e corrispondente di guerra ebbe modo di viaggiare in tutto il mondo.
Giunse al successo nel 1980 grazie al romanzo storico L'azteco che nel 1982 vinse il Premio Bancarella.
Gary Jennings non ha lasciato, in realtà, alcun manoscritto relativo ai romanzi postumi a lui attribuiti, i quali rinnovano l'espediente che fu adottato, ad esempio, per imbastire la miriade dei falsi salgariani.

## Opere

### Romanzi
- L'azteco [Aztec], 1980.
- Nomadi [Spangle], 1987.
- Il viaggiatore [The Journeyer], 1984.
- Predatore [Raptor], 1992.
- L'autunno dell'azteco [Aztec Autumn], 1997.

### Romanzi postumi
- Robert Gleason e Junius Podrug, Il sangue dell'azteco [Aztec Blood], 2001.
- Robert Gleason e Junius Podrug, La furia dell'azteco [Aztec Rage], 2006.
- Robert Gleason e Junius Podrug, Fuoco azteco [Aztec Fire], 2008.
- (EN) Robert Gleason e Junius Podrug, Aztec Revenge, 2012.